# Lutrško selo
Lutrško selo je naselje v Občini Novo mesto.